# Critical animal studies
Critical animal studies (CAS) je interdisciplinární vědecký obor a globální komunita aktivistů (od teorie k aktivismu), která vznikla na počátku 21. století. Hlavním zájmem CAS je etická reflexe vztahů lidí s ostatními zvířaty, pevně zakotvená v intersekcionalitě a anarchismu. Jeho cílem je spojit akademický výzkum s politickou angažovaností a aktivismem.

## Dějiny
Počátky CAS spadají k hnutím za civilní práva v 60. a 70. letech, kdy do akademické debaty vstoupily ekologické a zvířecí otázky. Byla to také doba, kdy se objevila první hnutí za osvobození zvířat, Band of Mercy a Animal Liberation Front. Institucionální historie začala v roce 2001, kdy Steve Best a Anthony Nocella založili Centre for Animal Liberation Affairs (CALA). V následujících letech prováděli výzkum v oblasti souvisejícími s vykořisťováním zvířat, poskytovali vzdělávání, analýzy a poradenství v oblasti politiky. Dvěma hlavními iniciativami této instituce byly každoroční konference Animal Liberation Philosophy a Policy Conference a založení časopisu Animal Liberation Philosophy and Policy Journal, který byl později přejmenován na Journal for Critical Animal Studies. Název hnutí (CAS) se objevil poprvé roku 2006 jako výsledek dlouhodobých diskusí mezi aktivisty a vědci, kteří spolupracovali s CALA. Na konci roku 2006 změnila společnost CALA svůj název na Institute for Critical Animal Studies (ICAS).
V současné době je ICAS soukromou organizací, která je řízená radou výkonných ředitelů, kteří jsou odpovědní za přijímání zásadních rozhodnutí týkajících se jejího poslání, strategických plánů a zásad. Od roku 2011 je instituce mezinárodní sítí s pobočkami v Evropě, Asii, Africe, Jižní Americe a Oceánii. Instituce zavedla řadu iniciativ, jako jsou Students for Critical Animal Studies, Intersectional Research Collective, Annual Tilikum Awards a Revista Latinoamericana de Estudios Críticos Animales (Španělský žurnál pro critical animal studies). V roce 2014 ICAS vydal a svazek s názvem „Defining Critical Animal Studies: Intersectional Social Justice Approach for Liberation“ (ko-editoři: Anthony J. Nocella II, John Sorenson, Kim Socha a Atsuko Matsuoka). Publikace definuje základní cíle a principy hnutí. ICAS rovněž vydává tři časopisy - Journal for Critical Animal Studies, Peace Studies Journal a Green Theory and Praxis.

## Deset principů
Zásady, kterými se řídí práce CAS, byly popsány v článku „Introducing Critical Animal Studies“, který byl publikován v časopise Journal of the Critical Animal Studies roku 2007.
1. Interdisciplinarita: Podporuje spolupráci vědců z různých oborů s cílem poskytnout hlubší a komplexní pohled na vztahy mezi lidmi a zvířaty.
2. Subjektivita: Zpochybňuje představu, že akademická analýza může být zcela objektivní bez normativních hodnot a politických závazků.
3. Přístup od teorie k praxi: Teorii vnímá jako výchozí bod pro politickou akci a sociální angažovanost.
4. Intersekcionalita : Upozorňuje na společné kořeny mnoha forem útlaku, jako je druhismus, sexismus, rasismus a další ideologie založené na násilí, považované za součást globálních systémů nadvlády.
5. Antihierarchický přístup: Zastává antikapitalistický postoj zaměřený na demokratizaci a decentralizaci společnosti.
6. Solidarita: Nesoustředí se pouze na otázky týkající se zvířat. Místo toho si klade za cíl vytvářet spojenectví s jinými sociálními hnutími věnujícími se boji proti útlaku.
7. Celkové osvobození: Zdůrazňuje potřebu osvobození člověka, člověka a Země a vnímá je jako společný boj.
8. Dekonstrukce binárních protikladů: Zpochybňuje sociálně konstruované opozice, jako je člověk-zvíře a příroda-kultura.
9. Radikální politika: Podporuje všechny taktiky prosazující změny používané v hnutích sociální spravedlnosti, jako je ekonomická sabotáž a přímá akce.
10. Kritický dialog: Podporuje konstruktivní dialog mezi různými akademickými skupinami, aktivisty a jednotlivci, veřejným a neziskovým sektorem.

## Animal studies
Mezi critical animal studies a animal studies existují zásadní rozdíly. CAS lze považovat za radikálnější variantu, která zdůrazňuje nutnost politické angažovanosti a prosazuje přímou akci, kterou lze v tradičních akademických kruzích považovat za kontroverzní. Zastánci CAS často zdůrazňují, že ačkoli animal studies významně přispěly k rostoucímu povědomí o složitosti vztahů mezi lidmi a zvířaty, postrádají hlubokou morální angažovanost a zůstávají v separaci od nejvýznamnějších problémů. Za zmínku však stojí, že termín „animal studies“ zahrnuje různé vědce a metodologie, z nichž některé jasně uvádějí nutnost etického závazku.